# Phobaeticus
Genre
Phobaeticus est un genre de phasmes de la famille des Phasmatidae, de la sous-famille des Clitumninae et de la tribu des Pharnaciini. Certaines espèces figurent parmi les plus grands insectes au monde.

## Liste des espèces
Selon  Species File (28 déc. 2018) :
- Phobaeticus annamallayanus (Wood-Mason, 1877)
- Phobaeticus chani Bragg, 2008
- Phobaeticus foliatus (Bragg, 1995)
- Phobaeticus hypharpax (Westwood, 1859)
- Phobaeticus incertus Brunner von Wattenwyl, 1907
- Phobaeticus ingens (Redtenbacher, 1908)
- Phobaeticus kirbyi Brunner von Wattenwyl, 1907
- Phobaeticus lobulatus (Carl, 1913)
- Phobaeticus lumawigi Brock, 1998
- Phobaeticus magnus Hennemann & Conle, 2008
- Phobaeticus mjobergi (Günther, 1935)
- Phobaeticus mucrospinosus Hennemann & Conle, 2008
- Phobaeticus palawanensis Hennemann & Conle, 2008
- Phobaeticus philippinicus (Hennemann & Conle, 1997)
- Phobaeticus pinnipes (Redtenbacher, 1908)
- Phobaeticus redtenbacheri (Dohrn, 1910)
- Phobaeticus rex (Günther, 1928)
- Phobaeticus serratipes (Gray, 1835)
- Phobaeticus sinetyi Brunner von Wattenwyl, 1907
- Phobaeticus sobrinus Brunner von Wattenwyl, 1907
- Phobaeticus trui Bresseel & Constant, 2014